# بیگ هیت میوزیک
بیگ هیت میوزیک (به انگلیسی: Big Hit Music؛ در گذشته بیگ هیت انترتینمنت (Big Hit Entertainment) یک شرکت سرگرمی در کرهٔ جنوبی است که در سال ۲۰۰۵، توسط بانگ شی-هیوک(خوک شی-هیوک) تأسیس شد. این شرکت در مارس ۲۰۲۱، زیر نظر هایب کورپوریشن (بیگ هیت انترتینمنت کورپوریشن سابق) تغییر عنوان داد. در حال حاضر لی هیون، بی‌تی‌اس و تی‌اکس‌تی تحت مدیریت بیگ هیت میوزیک مشغول به فعالیت‌اند.

## تاریخچه

### بیگ‌هیت اینترتینمنت در ۲۰۰۵ تا ۲۰۲۱
شرکت بیگ‌هیت اینترتینمنت در ۱۲ بهمن ۱۳۸۳ تأسیس شد و در سال ۱۳۸۶ گروه سه‌نفره «اِیت‌اِیت» را به جمع هنرمندان خود افزود. در سال ۱۳۸۹ نیز قراردادی مشترک با جی‌وای‌پی اینترتینمنت برای مدیریت گروه پسرانه «توای‌اِم» به امضا رساند. همان سال، بانگ شی‌هیوک «آر‌اِم» را به‌عنوان نخستین عضو گروه بی‌تی‌اس برگزید و با برگزاری آزمون‌های سراسری، سایر اعضای گروه را جذب کرد. سرانجام، بی‌تی‌اس در ۲۳ خرداد ۱۳۹۲ تحت لیبل بیگ‌هیت فعالیت رسمی هنری خود را آغاز کرد.

### تبدیل نام بیگ‌هیت اینترتینمنت به بیگ‌هیت میوزیک در سال ۲۰۲۱
بیگ‌هیت اینترتینمنت در ۲۹ اسفند ۱۳۹۹ اعلام کرد که به‌دلیل گسترش فعالیت‌های کمپانی و هم‌سویی نام با اهداف تازه، عنوان رسمی شرکت تغییر خواهد یافت. طی اعلامیه‌ای عنوان شد، بیگ هیت به زیرمجموعهٔ جدیدی با عنوان بیگ هیت میوزیک تبدیل خواهد شد که به‌عنوان جزئی از هایب کورپوریشن و ناشران هایب به فعالیت خواهد پرداخت. این ناشر جدید، مستقل از هایب کورپوریشن، در زمینهٔ تولید موسیقی، مدیریت هنرمندان و ارتباط با طرفداران به کار خود ادامه خواهد داد.

## هنرمندان
| - بی‌تی‌اس - تی‌اکس‌تی سونتین لسرافیم - لی هیون - آراِم - آگوست دی - جی-هوپ | - «هیت‌من» بنگ - اسلو ربیت - پی‌داگ - سوپریم بوی - شوگا - آراِم - جی-هوپ - سون سونگ-دوک |